# Shut Down (bài hát của Blackpink)
"Shut Down" là một bài hát của nhóm nhạc nữ Hàn Quốc Blackpink được phát hành vào ngày 16 tháng 9 năm 2022, thông qua YG Entertainment và Interscope Records, là đĩa đơn thứ hai trong album phòng thu thứ hai của nhóm, Born Pink. Được giới thiệu là một bài hát mang âm hưởng hiphop, bài hát được viết bởi Teddy, Danny Chung và Vince và được sáng tác bởi Teddy và 24.
"Shut Down" có màn trình diễn tốt trên các bảng xếp hạng và trở thành number-one hit thứ hai của Blackpink trên Billboard Global 200. Bài hát đứng đầu các bảng xếp hạng tại Hồng Kông, Indonesia, Malaysia, Philippines, Singapore, Đài Loan và Việt Nam và cũng xuất hiện trong top 10 tại các nước Úc, Canada, New Zealand và Hàn Quốc.

## Bối cảnh
Vào ngày 31 tháng 7 năm 2022, một teaser video đã được đăng tải trên các tài khoản mạng xã hội của Blackpink, thông báo rằng sẽ phát hành một album mới vào tháng 9, và mở màn cho album đó chính là single mở đường "Pink Venom" được phát hành vào ngày 19 tháng 8. Vào ngày 24 tháng 8, YG Entertainment thông báo rằng cả bốn thành viên của Blackpink đang ghi hình MV cho lead single của album thứ hai của nhóm ở tỉnh Gyeonggi tại Hàn Quốc. Công ty cũng thông báo rằng cả nhóm đang trong quá trình chuẩn bị cho chuyến lưu diễn vòng quanh thế giới của nhóm và cũng nhá hàng single tiếp theo của nhóm "các thành viên đang làm việc rất chăm chỉ để thực hiện lời hứa với Blink...tất cả bài hát trong album là những viên pha lê sẽ viết tiếp nên câu chuyện mới cho Blackpink, nhưng ca khúc chủ đề nói riêng sẽ là một ca khúc gây bất ngờ cho người hâm mộ âm nhạc thế giới MV cũng sẽ nâng tầm vị thế của K-Pop với sự khác biệt chưa từng có trước đây."
Vào ngày 6 tháng 9 năm 2022, poster của bài hát chủ đề cho single thứ hai, "Shut Down", đã được đăng tải trên các nền tản mạng xã hội của Blackpink. Từ ngày 10-13 tháng 9, các poster quảng bas của từng thành viên đã được đăng tải. Vào ngày 13 tháng 9, một teaser cho MV đã được phát hành, và MV chính thứ được phát hành vào ngày 16 tháng 9.

## Đón nhận
"Shut Down" ra mắt tại vị trí thứ nhất trên Billboard Global 200 với 152.8 triệu lượt stream và 17.000 lượt tải xuống, mang về cho Blackpink number-one hit thứ hai trên bảng xếp hạng này sau "Pink Venom". Nhóm cùng với BTS, Justin Bieber và Olivia Rodrigo là những nghệ sĩ duy nhất với nhiều lần xếp vị trí thứ nhất trên bảng xếp hạng này. Với "Pink Venom" tại vị trí thứ hai, Blackpink cũng trở thành nhóm nhạc đầu tiên đạt một lúc hai vị trí đầu trong một tuần trên Global 200. "Shut Down" ra mắt tại vị trí thứ nhất trên Global Excl. U.S. với 140 triệu stream và 13.000 lượt tải xuống bên ngoài nước Mĩ, điều đó mang lại cho Blackpink number-one thứ ba trên bảng xếp hạng này sau "Lovesick Girls" và "Pink Venom". Cùng với điều đó, Blackpink trở thành nghệ sĩ thứ hai sở hữ nhiều number-one hit nhất trên bảng xếp hạng sau BTS. Nhóm cũng trở thành nghệ sĩ thứ tư ra mắt tại vị trí thứ nhất trên bảng xếp hạng Global 200, Global Excl. U.S. và Billboard 200 với "Shut Down" và album "Born Pink", cùng với BTS, Justin Bieber và Taylor Swift là những người duy nhất đạt được thành tích này.
Tại Hàn Quốc, "Shut Down" ra mắt tại vị trí thứ 29 trong số tuần thứ 39 của Circle Digital Chart trong khoảng thời gian từ 11-17 tháng 9, chỉ với không quá hai ngày tích điểm. Trong tuần tiếp theo, bài hát đã thẳng lên vị trí thứ 3 cho tuần ngày 18-24 tháng 9, trở thành bản hit thứ mười ba của Blackpink xuất hiện trong top 3 của bảng xếp hạng. Tại Hoa Kỳ, bài hát xuất hiện trên Billboard Hot 100 tại vị trí thứ 25 của số ngày 16-22 tháng 9, trở thành bài hát thứ 5 của Blackpink xuất hiện trong top 40 trên bảng xếp hạng. Bài hát có được 4.000 lượt tải về và ra mắt tại vị trí thứ 10 trên Streaming Songs với 13 triệu lượt stream, trở thành nhóm nhạc thứ ba leo tới top 10 của bảng xếp hạng và là nhóm thứ hai có bài hát hoàn toàn riêng (không feat.). Với những điều này, Blackpink trở thành nhóm nhạc nữ đầu tiên có nhiều lần gia nhập top 10 nhất và vượt qua Psy trở thành người thứ hai sở hữu nhiều lần top 10 nhất bởi nghệ sĩ Hàn Quốc, và cũng trở thành nghệ sĩ Hàn Quốc đầu tiên có một album non-compilation mang lại nhiều top 10 nhất trên bảng xếp hạng này.

## Giải thưởng
| a                | Ngày                 | Ref.   |
| ---------------- | -------------------- | ------ |
| Show Champion    | 21 tháng 9 năm 2022  | [ 12 ] |
| Show Champion    | 28 tháng 9 năm 2022  | [ 13 ] |
| Show Champion    | 5 tháng 10 năm 2022  | [ 14 ] |
| M Countdown      | 22 tháng 9 năm 2022  | [ 15 ] |
| M Countdown      | 29 tháng 9 năm 2022  | [ 16 ] |
| M Countdown      | 6 tháng 10 năm 2022  | [ 17 ] |
| Inkigayo         | 2 tháng 10 năm 2022  | [ 18 ] |
| Inkigayo         | 9 tháng 10 năm 2022  | [ 19 ] |
| Inkigayo         | 16 tháng 10 năm 2022 | [ 20 ] |
| Show! Music Core | 8 tháng 10 năm 2022  | [ 21 ] |

| Award                   | Date (2022)  | Ref.   |
| ----------------------- | ------------ | ------ |
| Weekly Popularity Award | September 26 | [ 22 ] |
| Weekly Popularity Award | October 3    | [ 23 ] |
| Weekly Popularity Award | October 10   | [ 24 ] |

## Trình diễn và quảng bá
Vào ngày 16 tháng 9 năm 2022, trước khi chính thức phát hành album Born Pink một tiếng, nhóm đã tổ chức một buổi livestream trên kênh YouTube chính thức của mình, trên một sân khấu lớn được trang trí theo chủ đề "Shut Down". Trong buổi phát sóng trực tuyến, các thành viên đã tiết lộ những câu chuyện phía sau hậu trường trong quá trình tiến hành quay MV, cũng như tiết lộ các hoạt động tương lai và hé lộ về Born Pink World Tour, và nhóm cũng giới thiệu các bài hát mới trong album. Trong cùng ngày đóm nhóm cũng đã có buổi phỏng vấn với trạm radio của Mĩ Sirius XM và 102.7 KIIS FM. Vào ngày 19 tháng 9 năm 2022, nhóm đã trình diễn bài hát lần đầu tiên trên Jimmy Kimmel Live! của ABC, và vào ngày 25 tháng 9, nhóm cũng xuất hiện trên Inkigayo của SBS, để trình diễn bài hát lần đầu tiên tại chương trình âm nhạc Hàn Quốc.

## Bảng xếp hạng
| Bảng xếp hạng (2022)                    | Vị trí xếp hạng cao nhất |
| --------------------------------------- | ------------------------ |
| Argentina (Argentina Hot 100)           | 36                       |
| Úc (ARIA)                               | 5                        |
| Áo (Ö3 Austria Top 40)                  | 24                       |
| Canada (Canadian Hot 100)               | 7                        |
| Croatia (Billboard)                     | 20                       |
| Cộng hòa Séc (Singles Digitál Top 100)  | 40                       |
| Pháp (SNEP)                             | 51                       |
| Đức (GfK)                               | 31                       |
| Thế giới Global 200 (Billboard)         | 1                        |
| Greece International (IFPI)             | 8                        |
| Hong Kong (Billboard)                   | 1                        |
| Hungary (Single Top 40)                 | 3                        |
| Hungary (Stream Top 40)                 | 34                       |
| India (IMI)                             | 4                        |
| Indonesia (Billboard)                   | 1                        |
| Ireland (IRMA)                          | 32                       |
| Nhật Bản (Japan Hot 100)                | 15                       |
| Japan Combined Singles (Oricon)         | 23                       |
| Lithuania (AGATA)                       | 11                       |
| Luxembourg (Billboard)                  | 18                       |
| Malaysia (Billboard)                    | 1                        |
| Hà Lan (Single Top 100)                 | 79                       |
| New Zealand (Recorded Music NZ)         | 6                        |
| Peru (Billboard)                        | 16                       |
| Philippines (Billboard)                 | 1                        |
| Bồ Đào Nha (AFP)                        | 22                       |
| Romania (Billboard)                     | 20                       |
| Singapore (RIAS)                        | 1                        |
| Slovakia (Singles Digitál Top 100)      | 17                       |
| Nam Phi (RISA)                          | 45                       |
| Hàn Quốc (Billboard)                    | 1                        |
| Hàn Quốc (Circle)                       | 3                        |
| Tây Ban Nha (PROMUSICAE)                | 82                       |
| Thụy Điển (Sverigetopplistan)           | 92                       |
| Thụy Sĩ (Schweizer Hitparade)           | 37                       |
| Taiwan (Billboard)                      | 1                        |
| Turkey (Billboard)                      | 22                       |
| Anh Quốc (OCC)                          | 24                       |
| Hoa Kỳ Billboard Hot 100                | 25                       |
| US World Digital Song Sales (Billboard) | 1                        |
| Vietnam (Vietnam Hot 100)               | 1                        |

| Bảng xếp hạng (2022) | Vị trí xếp hạng cao nhất |
| -------------------- | ------------------------ |
| Hàn Quốc (Circle)    | 13                       |

## Lịch sử phát hành
| Khu vực  | Ngày                | Định dạng                  | Hãng          | Ref.   |
| -------- | ------------------- | -------------------------- | ------------- | ------ |
| Toàn cầu | 16 tháng 9 năm 2022 | Digital download streaming | YG Interscope | [ 72 ] |
| Ý        | 7 tháng 10 năm 2022 | Radio                      | Universal     | [ 73 ] |